# 1024 (număr)

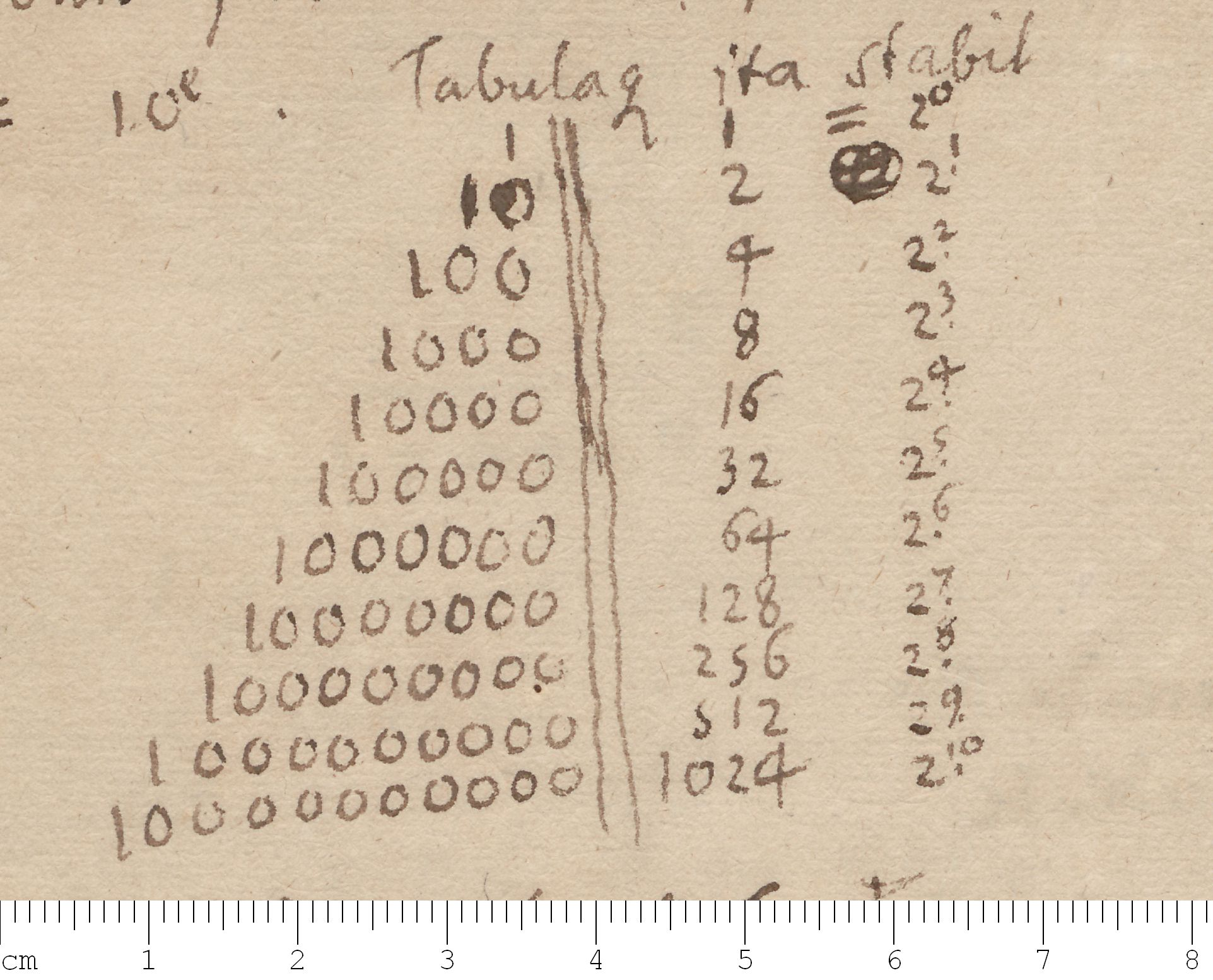
Numărul 1024 în tratatul despre numerele binare de Leibniz (1697)

1024 (o mie douăzeci și patru) este numărul natural care urmează după 1023 și precede pe 1025 într-un șir crescător de numere naturale.

## În matematică
1024:
- Este un număr par.[1][2]
- Este un număr compus.[3]
- Este un număr deficient.[4][5]
- Este divizibil cu produsul cifrelor sale nenule.[6] (1024/(1·2·4) = 128)
- Este divizibil cu toate diferențele dintre doi divizori consecutivi ordonați după mărime.[7]
- Este un număr aproape perfect[8][9]
- Este un număr Friedman[10][11]
- Este un număr 2-uniform.[9][12]
- Este cel mai mic număr cu exact 11 divizori.[13]
- Este o putere a lui 2. (210 = 1024)
- Este un pătrat perfect[14][15] și un pătrat al unui număr par.[16] (322 = 1024)
- Este puterea a cincea a unui număr întreg.[17] (45 = 1024).
- Este un număr palindromic[18] în bazele 7 (26627), 15 (48415) și 31 (12131).[19]

## În știință

### În astronomie
- 1024 Hale este un asteroid din centura principală.
- Obiectul NGC 1024 din New General Catalogue este o galaxie spirală cu magnitudinea aparentă 14 în constelația Berbecul.[20]

## Aproximarea cu 1000
Coincidența că 210 este aproape egal cu 103 oferă o metodă de estimare a puterilor mai mari ale lui 2 în notație zecimală. Folosind 210a+b ≈ 2b103a (sau 2a ≈ 2a mod 1010[a/10] dacă a este exponentul complet) este destul de precisă pentru exponenți până la aproximativ 100. Pentru exponenți până la 300, 3a continuă să fie o estimare bună a numărului de cifre.
De exemplu, 253 ≈ 8×1015. Valoarea reală este mai aproape de 9×1015.
În cazul exponenților mai mari, relația devine din ce în ce mai inexactă, cu erori depășind un ordin de mărime pentru "a" ≥ 97. De exemplu:
{\displaystyle {\begin{aligned}{\frac {2^{1000}}{10^{300}}}&=\exp \left(\ln \left({\frac {2^{1000}}{10^{300}}}\right)\right)\\&=\exp \left(\ln \left(2^{1000}\right)-\ln \left(10^{300}\right)\right)\\&\approx \exp \left(693,147-690,776\right)\\&\approx \exp \left(2,372\right)\\&\approx 10,72\end{aligned}}}

## Utilizarea în informatică
În notația binară, 1024 este reprezentat drept 10000000000, ceea ce îl face un număr rotund care apare frecvent în aplicațiile pe calculator.
1024 este numărul maxim de adrese de memorie ale unui computer care pot fi referite cu zece comutatoare binare. Aceasta este originea organizării memoriei computerului în bucăți de 1024 de octeți (kibibyte). În descrierea memoriilor, 1024 este adesea folosit în loc de 1000 drept multiplu ai unităților byte, kilobyte, megabyte etc. În 1999 IEC a inventat termenul „kibibyte” pentru multipli de 1024, „kilobyte” fiind folosit pentru multiplii de 1000.
În Rich Text Format⁠(d) (RTF), codul de limbă 1024 indică faptul că textul nu este în nicio limbă și corectorul ortografic⁠(d) ar trebui să sară peste el. Cele mai utilizate coduri de limbă în RTF sunt numere întregi puțin peste 1024.
1024×768 pixeli și 1280×1024 pixeli sunt standarde curente de rezoluții ale afișajului monitoarelor.